# 池袋警察署
池袋警察署（いけぶくろけいさつしょ）は、警視庁が管轄する警察署の一つである。第五方面本部所属。署内には第四・第五・第六・第七・第十方面を受け持つ第二自動車警ら隊本部も設置されている。
東京都豊島区の池袋副都心一帯及び周辺の住宅街・商業街、ビジネス街を主要管轄地としている。都内でも有数の繁華街も管轄することから警備面では非常に強化されており、路上検問・職務質問なども盛ん。建物は警視庁池袋通告センターも兼ねており新しい。また、管内には指定暴力団・極東会本部も存在する。署長は警視正。署員数は約480名。
識別章所属表示はQG。

## 所在地
- 東京都豊島区西池袋一丁目7番5号

## 施設
- 代用監獄（留置場）

## 管轄区域
いずれも豊島区。
- 東池袋一丁目、二丁目の一部（49から63番）、三丁目の一部（2から15番）、四丁目の一部（5から8・21から27番）（前記以外の東池袋二・三丁目は巣鴨警察署の管轄。前記以外の東池袋四丁目と五丁目は巣鴨警察署と目白警察署の管轄。）
- 南池袋一丁目の一部（20から29番）、二丁目の一部（22・27から31・48・49番）（前記以外の南池袋一・二丁目と、三・四丁目は目白警察署の管轄）
- 池袋一・二丁目、三丁目（一部を除く）、四丁目（池袋三丁目の一部は目白警察署の管轄）
- 上池袋一丁目（8から10番）、二・三・四丁目（前記以外の上池袋一丁目は巣鴨警察署の管轄）
- 池袋本町一・二・三・四丁目（全域）
- 西池袋一丁目、二丁目の一部（7から13・34から36番）、三丁目、四丁目の一部（1から18番）、五丁目（一部を除く）（前記以外の西池袋二・四丁目と、五丁目の一部は目白警察署の管轄）
- 目白三丁目の一部（29番）、四丁目の一部（20から23・35・36番）（それ以外の目白は目白警察署の管轄）

## 沿革
- 1926年（大正15年）4月1日：北豊島郡西巣鴨町大字池袋498番地（現：本町1-16-1）に巣鴨警察署池袋分署として発足
- 1926年（大正15年）7月1日：巣鴨警察署から独立して 警視庁77番目の警察署として、「池袋警察署」が設立
- 1930年（昭和5年）1月18日：北豊島郡西巣鴨町大字池袋510番地（現：池袋1-13-22）に庁舎を竣工
- 1945年（昭和20年）4月13日：庁舎が空襲で焼失したため、一時、池袋本町2丁目の重林寺が仮庁舎となる
- 1945年（昭和20年）11月20日：庁舎改修工事完成に伴い、新庁舎に移転
- 1967年（昭和42年）3月20日：現在の豊島区西池袋一丁目7番5号に旧庁舎を竣工
- 1992年（平成4年）8月6日：新庁舎を竣工し現在に至る

## 組織
- 警務課
- 会計課
- 交通課
- 警備課
- 地域課
- 刑事課
- 生活安全課
- 組織犯罪対策課

## 交番

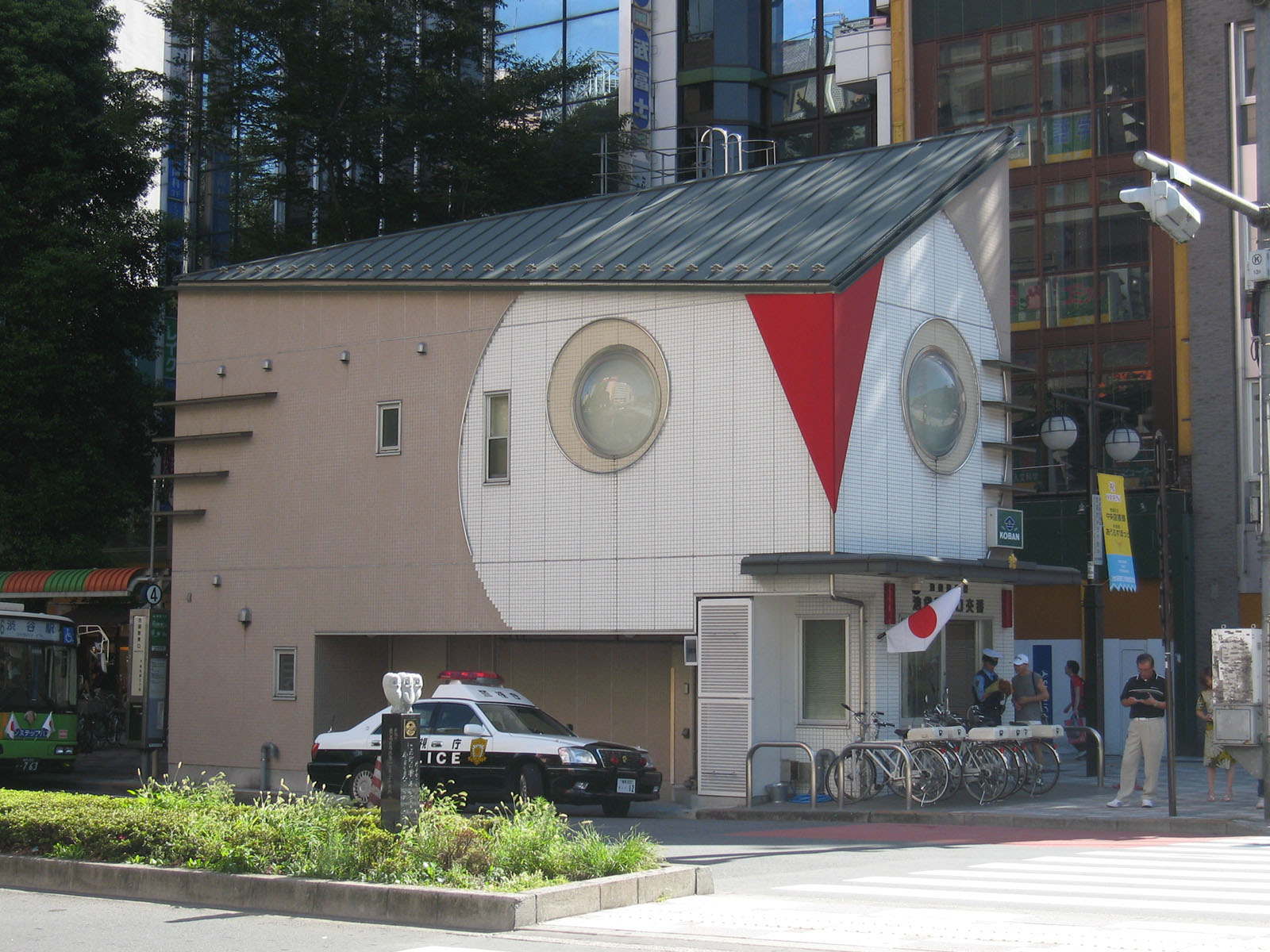
池袋駅東口交番「ふくろう交番」

- 池袋駅西口交番（豊島区西池袋一丁目26番3号）
- 池袋二又交番（豊島区西池袋五丁目1番11号）
- 平和通交番（豊島区池袋二丁目48番1号）
- 川越通交番（豊島区池袋本町二丁目1番3号）
- 池袋本町交番（豊島区池袋本町三丁目13番1号）
- 上池袋交番（豊島区上池袋三丁目47番6号）
- 六つ又交番（豊島区東池袋一丁目34番1号）
- 東池袋交番（豊島区東池袋四丁目7番9号）
- 池袋駅東口交番（豊島区南池袋一丁目27番7号）

## 地域安全センター
- 西池袋地域安全センター（豊島区西池袋三丁目10番7号）2007年4月1日に西池袋交番から転換。

## 主な未解決事件
- 池袋駅構内大学生殺人事件
- 南池袋１丁目２１番２号 保護責任者遺棄事件